# Llinda al carrer Sant Josep, 7 (Flaçà)
La Llinda al carrer Sant Josep, 7 és una obra de Flaçà (Gironès) inclosa a l'Inventari del Patrimoni Arquitectònic de Catalunya.

## Descripció
És una llinda motllurada formada per una pedra d'una sola peça, situada sobre la porta principal d'accés a l'edifici, amb un baix relleu representant les diferents eines de l'ofici de ferrer. També hi consta el nom del ferrer i l'any de construcció.

## Història
L'edifici és situat al carrer Sant Josep, nº10, antic camí Reial de Girona a Palamós al barri de La Bolla, segon nucli important de Flaçà i que fou el seu barri menestral. Així l'any 1792 a La Bolla hi havia dos fusters, un teixidor, un flequer, un corder i un ferrer, en Josep Argelaga que era qui ocupava aquesta casa. A la llinda i rodejant el baix relleu s'hi troba la inscripció: "JOSEPH ARGELAGA" i l'any 1723.